# Gonzalo Aguilar
Gonzalo Aguilar Camacho (Montevideo, Uruguay, 2 de agosto de 1987) es un exfutbolista uruguayo. Jugaba de lateral derecho y lo hizo durante toda su carrera en el Racing Club de Montevideo.

## Clubes
| Club                 | País    | Año         | Part. | Goles |
| -------------------- | ------- | ----------- | ----- | ----- |
| Racing de Montevideo | Uruguay | 2006 - 2023 | 317   | 4     |
| Total                |         |             | 317   | 4     |

## Palmarés

### Campeonatos nacionales
| Título           | Club   | País    | Año        |
| ---------------- | ------ | ------- | ---------- |
| Segunda División | Racing | Uruguay | 2008, 2022 |